# Бердяшский сельсовет
Бердяшский сельсовет — муниципальное образование в Зилаирском районе Башкортостана.

## История
Постановлением Всероссийского ЦИК «Об изменениях в административно-территориальном делении Башкирской АССР» от 20 февраля 1932 года селения Глинка, Каргала и Байсалямово Бердяшского сельсовета Зилаирского района переданы в состав Умитбаевского сельсовета Зианчуринского района.
Согласно Закону о границах, статусе и административных центрах муниципальных образований в Республике Башкортостан имеет статус сельского поселения.

## Население
| 2002 | 2009 | 2010 | 2012 | 2013 | 2014 | 2015 |
| ---- | ---- | ---- | ---- | ---- | ---- | ---- |
| 637  | ↘631 | ↘598 | ↘565 | ↘554 | ↘523 | ↘509 |
| 2016 | 2017 | 2018 |      |      |      |      |
| ↗520 | ↗528 | ↗539 |      |      |      |      |

## Состав сельского поселения
| № | Населённый пункт  | Тип населённого пункта       | Население |
| - | ----------------- | ---------------------------- | --------- |
| 1 | Бердяш            | село, административный центр | ↘450      |
| 2 | Новоалександровка | село                         | ↘119      |
| 3 | Сосновка          | деревня                      | ↘17       |
| 4 | Верхняя Казарма   | деревня                      | ↘12       |